# .nz
.nz je vrhovna internetska domena (country code top-level domain - ccTLD) za Novi Zeland. Domenom upravlja NZ Registry Services.

## Vanjske poveznice
- IANA .nz whois informacija  Arhivirana inačica izvorne stranice od 29. kolovoza 2008. (Wayback Machine)